# Microcaecilia marvaleewakeae
Microcaecilia marvaleewakeae é uma espécie de anfíbio da família Siphonopidae. Endêmica do Brasil, pode ser encontrada nos estados do Amazonas e Pará.